# Krzewno (Braniewo)
Krzewno (deutsch Hohenwalde) ist ein Ort in der polnischen Woiwodschaft Ermland-Masuren. Er gehört zur Landgemeinde Braniewo (Braunsberg) im Powiat Braniewski (Kreis Braunsberg), bis 1945 im Kreis Heiligenbeil in Ostpreußen.

## Geographische Lage
Krzewno liegt im Nordwesten der Woiwodschaft Ermland-Masuren, zwölf Kilometer südöstlich der früheren und heute auf russischem Staatsgebiet gelegenen Kreisstadt Heiligenbeil (russisch Mamonowo) bzw. 13 Kilometer östlich der heutigen Kreismetropole Braniewo (Braunsberg).

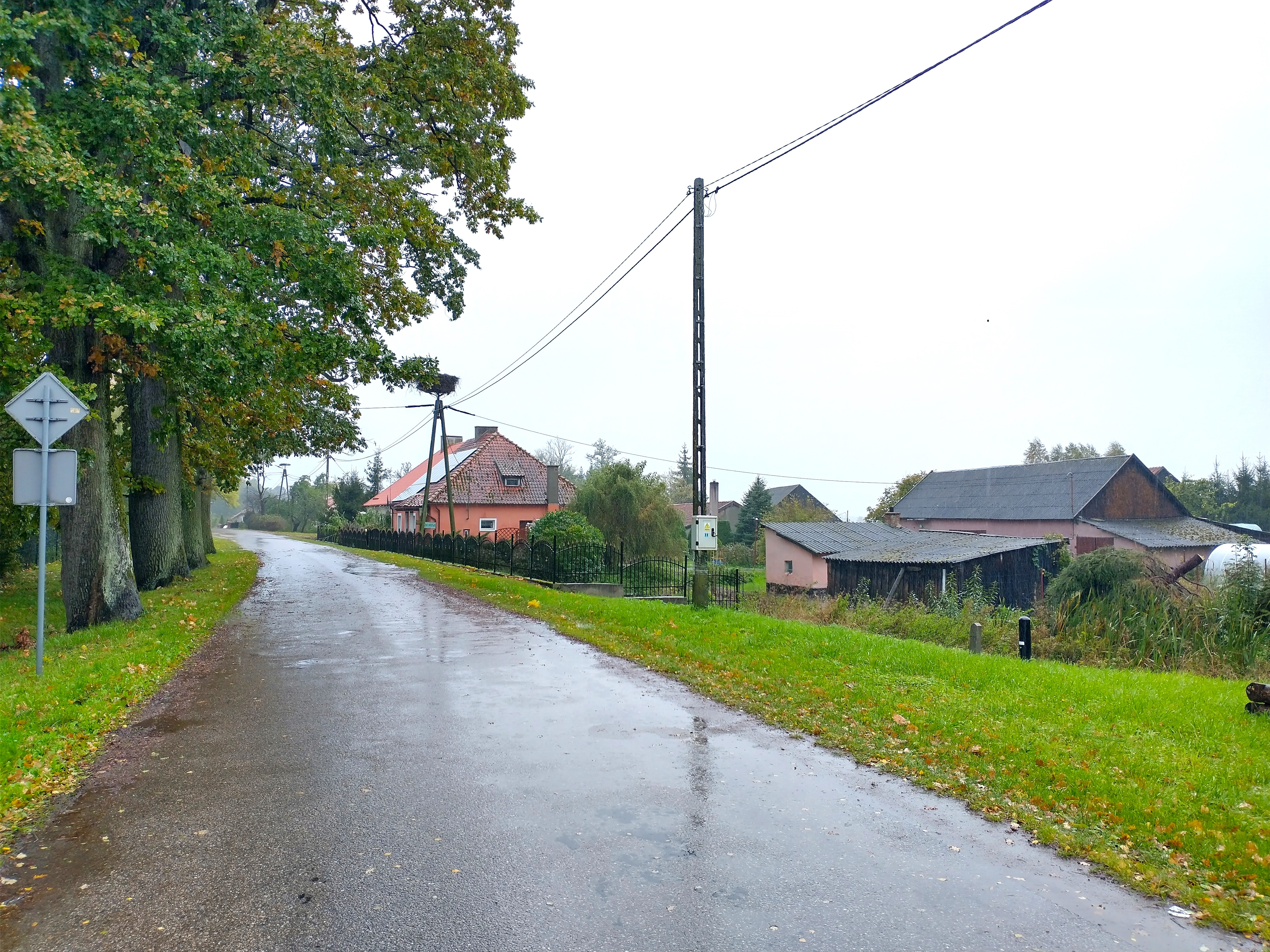
Ortsdurchfahrt Krzewno

## Geschichte
Das seinerzeitige Hohen Waldt wurde erstmalig im Jahre 1412 erwähnt und nach 1695 Hohenwalde genannt. Es handelte sich um ein mit großem Park versehenes Gut und ein paar Gehöften. Als 1874 der Amtsbezirk Eisenberg (polnisch Żelazna Góra) im ostpreußischen Kreis Heiligenbeil, Regierungsbezirk Königsberg, gebildet wurde, wurde der Gutsbezirk Hohenwalde eingegliedert. Hohenwalde gehörte dem Amtsbezirk Eisenberg bis 1945 an. Ab 1866 war das Gut Hohenwalde zusammen mit dem sieben Kilometer nördlich gelegenen Gut Bilshöfen (heute in der russischen Oblast Kaliningrad) im Besitz von Albrecht von Hollen.
Am 3. Februar 1891 wurde das Abbaugrundstück „Friedrichsruh“ (polnisch Murawka) aus der Landgemeinde Eisenberg in den Gutsbezirk Hohenwalde umgegliedert und gehörte mit dem Vorwerk Laurashof (polnisch Nowota) bis 1945 zu Hohenwalde. Das Gutsdorf Hohenwalde zählte im Jahre 1910 332 Einwohner.
Am 30. September 1928 schlossen sich der Gutsbezirk Hohenwalde und der Gutsbezirk Bahnau Mühle (polnisch Banowski Młyn) aus dem Amtsbezirk Grunenfeld zur neuen Landgemeinde Hohenwalde zusammen. Die Einwohnerzahl der auf diese Weise neu geformten Gemeinde belief sich 1933 auf 483 und 1939 auf 497.
Als 1945 das gesamte südliche Ostpreußen in Kriegsfolge an Polen abgetreten wurde, erhielt Hohenwalde die polnische Namensform „Krzewno“. Das Dorf ist heute eine Ortschaft der Gmina Braniewo (Landgemeinde Braunsberg) im Powiat Braniewski (Kreis Braunsberg), von 1975 bis 1998 der Woiwodschaft Elbląg, seither der Woiwodschaft Ermland-Masuren zugehörig.

## Religion
Hohenwalde gehörte mit den Vorwerken Friedrichsruh und Laurashof bis 1945 zum Kirchspiel der evangelischen Kirche Eisenberg (polnisch Żelazna Góra) in der Kirchenprovinz Ostpreußen der Kirche der Altpreußischen Union.
Die Eisenberger Kirche wurde nach 1945 der Römisch-katholischen Kirche übereignet. Als Pfarrkirche im Erzbistum Ermland dient sie auch den Einwohnern von Krzewno.

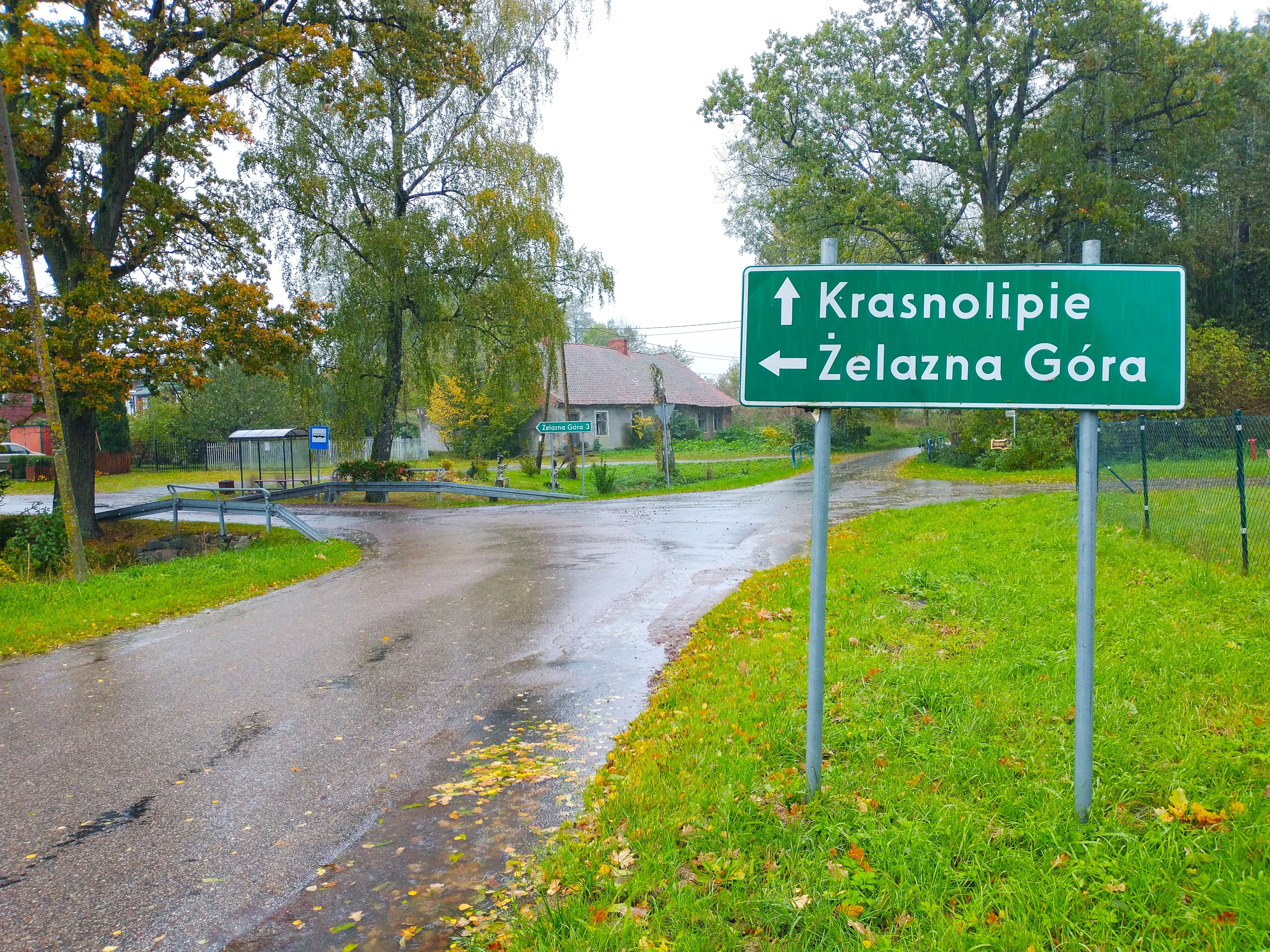
Ortsmitte mit Straßenabzweig

## Verkehr
Krzewno liegt an einer Nebenstraße, die von Wyszkowo (Hohenfürst) über Krasnolipie (Schönlinde) bis nach Gronówko (Grunenfeld) führt. Außerdem endet in Krzewo eine von Grzechotki (Rehfeld) im polnisch-russischen Grenzgebiet kommende und über Żelazna Góra (Eisenberg) verlaufene Straße.
Über eine Bahnanbindung verfügt Krzewno nicht.